# Buddleja crotonoides
Buddleja crotonoides là một loài thực vật có hoa trong họ Huyền sâm. Loài này được A.Gray mô tả khoa học đầu tiên năm 1861.